# Raghoebarsing Airstrip
Raghoebarsing Airstrip is een landingsstrook in het ressort Kabalebo in het noordwesten van het district Sipaliwini in Suriname. Het ligt aan de zuidelijke Oost-Westverbinding die van Matapi (oost) naar Paramaribo (west) gaat; halverwege Bakhuis ligt de afslag naar de Blanche Marievallen. Het is vernoemd naar dhr. Raghoebarsing. Het staat in verbinding met Zorg en Hoop Airport in Paramaribo. 
De ondergrond van de landingsbaan is van grind. De baan heeft een lengte van circa 1200 meter.